# 安東市真貯蓄銀行世界囲碁フェスティバル
安東市真貯蓄銀行世界囲碁フェスティバル(アンドンし しんちょちくぎんこうはい せかいいごフェスティバル、안동시 참저축은행 세계바둑페스티벌）は、韓国の安東市で2017年から開催される囲碁のイベント。
1974年に慶尚北道安東市で創業された真貯蓄銀行が開催。第1回は2017年9月2-3日に行われ、慶尚北道と大邱の約800人のアマチュア選手が参加して、各部門の大会が行われた。賞金総額3400万ウォン。2018年第2回からは地域のアマチュアの大会、国際アマチュア大会、真貯蓄銀行杯プロ・アマオープン戦などが行われた。プロ・アマオープン戦は、2022年に安東市白岩杯囲碁オープン最強戦（안동시 백암배 바둑 오픈 최강전）として開催。
- 主催 安東市
- 主管 韓国棋院、慶北囲碁協会、安東市体育会
- 後援 (1-3回)真貯蓄銀行、(4回)慶尚北道、白岩教育財団
- 協力 大韓囲碁協会、世界大学囲碁連盟、安東市囲碁協会
- 放送会社:囲碁TV

## プロ・アマオープン戦
2018年第2回からプロ・アマオープン戦を開催。プロ棋士80名（ランキング51位以下）を含む800人が参加し、5/19-20に本戦が行われた。2019年はプロ棋士171名とアマチュア124名で、9/9-20に本戦が行われた。2022年はプロ棋士95人とアマチュア20人の115人が予選に参加し、シード棋士6人を含む16名で10/3-4に本戦が行われた。
優勝賞金は、2018年は2000万ウォン、2019-24年は3000万ウォン。持時間は2018-19年は各30分、30秒の秒読み3回。2022年は各20分、追加時間20秒ずつのフィッシャー方式。
優勝者と決勝戦（左が優勝者）
- 第2回 2018年 金眞輝 - 崔光戶
- 第3回 2019年 洪性志 - 申旻埈
- 第4回 2022年 康又赫 - 李元栄
- 第5回 2023年 金明訓 - 韓友賑
- 第6回 2024年 卞相壹 - 姜東潤